# Фтия (Епир)
Вижте пояснителната страница за други личности с името Фтия.
Фтия (Phthia; на гръцки: Φθία) e царица на Епир, живяла през 4 век пр.н.е.
Дъщеря е на Менон IV от Фарсала (Menon; Mενων), който е хипарх (военачалник на конницата) на Тесалия.
Тя е съпруга на Еакид, който e цар на Епир от 331 – 316 пр.н.е. и през 313 пр.н.е. Той е син на Ариб от Епир и Троада, дъщеря на Неоптолем I от Епир и сестра на Олимпия (македонска царица и майка на Александър Велики).
Става майка на Пир и на две дъщери Дейдамия I (Deidamia I, царица на Македония, съпруга на Деметрий I Полиоркет), и на Троас или Троада (Troias; Troada). Нейният портрет е изобразен на монетите на Пир.